# روس ويلسون (لاعب تنس الطاولة)
روس ويلسون (بالإنجليزية: Ross Wilson) هو لاعب تنس الطاولة بريطاني، ولد في 5 يونيو 1995 في Minster-in-Thanet ‏ في المملكة المتحدة.